# Pertengo
Pertengo (Partengh in piemontese) è un comune italiano di 335 abitanti della provincia di Vercelli in Piemonte.

## Storia

### Simboli
Lo stemma e il gonfalone del comune di Pertengo sono stati concessi con decreto del presidente della Repubblica del 21 maggio 2015.
Nello stemma sono raffigurati i simboli che testimoniano il passato storico di Pertengo tra cui il blasone della famiglia Tizzoni. Il motto "Pro Te Teneo" ha dato origine al nome del paese.
Il gonfalone municipale è un drappo partito di bianco e di rosso.

## Società

### Evoluzione demografica
Abitanti censiti